# Miomir Kecmanović
Miomir Kecmanović (Belgrado, 31 de agosto de 1999) es un jugador de tenis serbio.
El 16 de enero de 2023, Kecmanović alcanzó su mejor ranking de individuales como n.º 27 del mundo. El 17 de abril de 2023, alcanzó el puesto número 135 en el ranking de dobles.
Ha ganado dos títulos de Challenger y 1 título ATP en su carrera, el torneo de Kitzbühel.
En diciembre de 2015, Kecmanović ganó el Orange Bowl en un juego de 3 sets contra Stéfanos Tsitsipas de Grecia por 6-3, 2-6, 7-6(5). Llegó a la final en individuales en el US Open Junior 2016, donde fue derrotado por el canadiense Félix Auger-Aliassime. Terminó el año 2016 como el jugador número 1 Junior.

## Carrera profesional
Hizo su debut en el cuadro principal en un evento de Grand Slam en el Abierto de Australia 2019, después de ganar tres partidos de clasificación.
Sus entrenadores son Wayne Back y Ivan Cinkus. Es profesional desde el 2017.
Mide 183 cm y pesa 75 kg.

## Títulos ATP (4; 2+2)

### Individual (2)
| Leyenda                         |
| Grand Slam (0)                  |
| ATP World Tour Finals (0)       |
| Next Gen ATP Finals (0)         |
| ATP World Tour Masters 1000 (0) |
| ATP World Tour 500 (0)          |
| ATP World Tour 250 (2)          |

| N.º | Fecha                    | Torneo       | Superficie    | Oponente en la final | Resultado     |
| --- | ------------------------ | ------------ | ------------- | -------------------- | ------------- |
| 1.  | 13 de septiembre de 2020 | Kitzbühel    | Tierra batida | Yannick Hanfmann     | 6-4, 6-4      |
| 2.  | 16 de febrero de 2025    | Delray Beach | Dura          | Alejandro Davidovich | 3-6, 6-1, 7-5 |

#### Finalista (3)
| N.º | Fecha                 | Torneo       | Superficie    | Oponente en la final | Resultado           |
| --- | --------------------- | ------------ | ------------- | -------------------- | ------------------- |
| 1.  | 29 de junio de 2019   | Antalya      | Hierba        | Lorenzo Sonego       | 7-6(5), 6-7(5), 1-6 |
| 2.  | 19 de febrero de 2023 | Delray Beach | Dura          | Taylor Fritz         | 0-6, 7-5, 2-6       |
| 3.  | 9 de abril de 2023    | Estoril      | Tierra batida | Casper Ruud          | 2-6, 6-7(3)         |

### Dobles (2)
| Leyenda                         |
| Grand Slam (0)                  |
| ATP Wourld Tour Finals (0)      |
| ATP Masters 1000 World Tour (0) |
| ATP World Tour 500 series (0)   |
| ATP World Tour 250 series (2)   |

| No. | Fecha                 | Torneo       | Superficie | Pareja            | Oponentes en la final        | Resultado           |
| --- | --------------------- | ------------ | ---------- | ----------------- | ---------------------------- | ------------------- |
| 1.  | 6 de agosto de 2022   | Los Cabos    | Dura       | William Blumberg  | Raven Klaasen Marcelo Melo   | 6-0, 6-1            |
| 2.  | 16 de febrero de 2025 | Delray Beach | Dura       | Brandon Nakashima | Christian Harrison Evan King | 7-6(3), 1-6, [10-3] |

#### Finalista (1)
| No. | Fecha              | Torneo  | Superficie    | Pareja       | Oponentes en la final      | Resultado |
| --- | ------------------ | ------- | ------------- | ------------ | -------------------------- | --------- |
| 1.  | 9 de abril de 2023 | Estoril | Tierra batida | Nikola Čačić | Sander Gillé Joran Vliegen | 3-6, 4-6  |

## Clasificación histórica

### Grand Slam
| Australian Open             | Q1           | 1R           | 1R           | 2R           | 4R           | 1R           | 0 / 5      | 4-5        |
| Roland Garros               | Q2           | 2R           | 1R           | 2R           | 3R           |              | 0 / 4      | 4-4        |
| Wimbledon                   | Q1           | 2R           | ND           | 2R           | 3R           |              | 0 / 3      | 4-3        |
| US Open                     | Q2           | 2R           | 2R           | 1R           | 2R           |              | 0 / 4      | 3-4        |
| Total G-P                   | 0-0          | 3-4          | 1-3          | 3-4          | 8-4          | 0-1          | 0 / 16     | 15-16      |
| ATP World Tour Finals       | -            | -            | -            | -            | -            |              | 0 / 0      | 0-0        |
| Total G-P                   | 0-0          | 0-0          | 0-0          | 0 / 0        | 0-0          |              |            |            |
| Juegos Olímpicos            | No Disputado | No Disputado | No Disputado | 2R           | No Disputado | No Disputado | 0 / 1      | 1-1        |
| Total G-P                   |              |              |              | 1-1          |              |              | 0 / 1      | 1-1        |
| ATP World Tour Masters 1000 |              |              |              |              |              |              |            |            |
| Indian Wells                | -            | CF           | ND           | 1R           | CF           | 2R           | 0 / 4      | 8-4        |
| Miami                       | 1R           | 2R           | ND           | 2R           | CF           |              | 0 / 4      | 6-4        |
| Montecarlo                  | -            | Q1           | ND           | 1R           | -            |              | 0 / 1      | 0-1        |
| Madrid                      | -            | -            | ND           | 1R           | 2R           |              | 0 / 2      | 1-2        |
| Roma                        | -            | Q2           | 1R           | 1R           | 1R           |              | 0 / 3      | 0-3        |
| Canadá                      | -            | -            | ND           | 1R           | 1R           |              | 0 / 2      | 0-2        |
| Cincinnati                  | -            | 3R           | -            | 1R           | 2R           |              | 0 / 3      | 3-3        |
| Shanghái                    | -            | 1R           | No Disputado | No Disputado | No Disputado | No Disputado | 0 / 1      | 0-1        |
| París                       | -            | Q1           | 2R           | 1R           | 1R           |              | 0 / 3      | 1-3        |
| Total G-P                   | 0-1          | 6-4          | 1-2          | 1-8          | 10-7         | 1-1          | 0 / 23     | 19-23      |
| Estadísticas                |              |              |              |              |              |              |            |            |
|                             | 2018         | 2019         | 2020         | 2021         | 2022         | 2023         | Totales    | Totales    |
| Torneos                     | 2            | 20           | 13           | 25           | 24           |              | 9          | 9          |
| Finales                     | 0            | 1            | 1            | 0            | 0            | 1            | 3          | 3          |
| Títulos                     | 0            | 0            | 1            | 0            | 0            | 1            | 2          | 2          |
| G-P en pista dura           | 0-1          | 17-16        | 9-6          | 0 / 21       | 26-23        |              |            |            |
| G-P en hierba               | 0-0          | 6-4          | 0-0          | 0 / 4        | 6-4          |              |            |            |
| G-P en tierra batida        | 0-1          | 1-2          | 5-0          | 1 / 4        | 6-3          |              |            |            |
| G/P                         | 0-2          | 24-22        | 17-12        | 14-26        | 38-26        | 7-6          | 2 / 91     | 100-84     |
| Ranking                     | 132          | 59           | 44           | 68           | 29           |              | $4,317,530 | $4,317,530 |

## Challengers y Futures

### Individuales
| Leyenda (Individuales) |
| ---------------------- |
| Challengers (2)        |
| Futures (3)            |

### Ganados (5)
| N.º | Fecha      | Torneo                    | Superficie    | Oponentes en la final | Resultado     |
| --- | ---------- | ------------------------- | ------------- | --------------------- | ------------- |
| 1.  | 22.01.2017 | U.S.A. F4                 | Tierra batida | Christian Lindell     | 6-2, 6-2      |
| 2.  | 28.05.2017 | Turquia F20               | Tierra batida | Alessandro Petrone    | 6-0, 6-4      |
| 3.  | 25.06.2017 | Belgica F1                | Tierra batida | Christopher Heyman    | 6-4, 3-6, 6-2 |
| 4.  | 29.10.2017 | Challenger de Suzhou      | Dura          | Radu Albot            | 6-4, 6-4      |
| 5.  | 03.11.2018 | Challenger de Shenzhen II | Dura          | Blaž Kavčič           | 6-2, 2-6, 6-3 |